# Xu Haifeng
Xu Haifeng (Zhangzhou, 10 de agosto de 1957) é um atirador olímpico chinês, campeão olímpico.

## Carreira
Xu Haifeng representou a China nas Olimpíadas, em 1984 e 1988, conquistou a medalha de ouro em 1984, na Pistola 50m.